# Phaonia acerba
Phaonia acerba är en tvåvingeart som beskrevs av Stein 1918. Phaonia acerba ingår i släktet Phaonia och familjen husflugor. Inga underarter finns listade i Catalogue of Life.